# Khaled Badra
Khaled Badra (en árabe: خالد بدرة‎; Kairouan, Túnez, 8 de abril de 1973) es un exfutbolista de Túnez que jugaba en la posición de defensa.

## Carrera

### Club
| Periodo   | Club         |
| --------- | ------------ |
| 1994-1995 | JS Kairouan  |
| 1995-2000 | Espérance ST |
| 2000–2001 | Denizlispor  |
| 2001–2002 | Genoa CFC    |
| 2002–2003 | Al-Ahli SFC  |
| 2003–2006 | Espérance ST |
| 2006-2007 | Al-Ahli SFC  |

### Selección nacional
Debutó con Túnez el 27 de octubre de 1995 en el empate 2-2 ante Burkina Faso en un partido amistoso en Uagadugú. Su primer gol internacional lo anotó el 6 de abril de 1997 en la victoria por 2-1 ante Namibia en Windhoek por la clasificación de CAF para la Copa Mundial de Fútbol de 1998, y su último partido internacional lo jugó el 7 de octubre de 2006 en la victoria por 1-0 ante Sudán por la clasificación para la Copa Africana de Naciones de 2008. Jugó 96 partidos internacionales y anotó 10 goles.
Participó en los Juegos Olímpicos de Atlanta 1996, dos ediciones de la Copa Mundial de Fútbol y en cinco ediciones de la Copa Africana de Naciones, donde salió campeón en la edición de 2004 y fue seleccionado en dos ocasiones en el equipo ideal del torneo.
| N.º | Fecha     | Sede                            | Rival                           | Marcador | Resultado   | Torneo                                               |
| --- | --------- | ------------------------------- | ------------------------------- | -------- | ----------- | ---------------------------------------------------- |
| 1   | 6-4-1997  | Independence Stadium, Windhoek  | Namibia                         | 2–0      | 2–1         | Clasificación para la Copa Mundial de Fútbol de 1998 |
| 2   | 27-4-1997 | Stade El Menzah, Tunis          | Liberia                         | 2–0      | 2–0         | Clasificación para la Copa Mundial de Fútbol de 1998 |
| 3   | 27-5-1998 | Ernst Happel Stadion, Wien      | Austria                         | 1–2      | 1–2         | Amistoso                                             |
| 4   | 6-6-1998  | Stade El Menzah, Tunis          | Gales                           | 2–0      | 4–0         | Amistoso                                             |
| 5   | 6-6-1998  | Stade El Menzah, Tunis          | Gales                           | 3–0      | 4–0         | Amistoso                                             |
| 6   | 7-11-1998 | Stade Olympique de Radès, Tunis | Zimbabue                        | 1–1      | 1–1         | Amistoso                                             |
| 7   | 7-2-2000  | Sani Abacha Stadium, Kano       | Egipto                          | 1–0      | 1–0         | Copa Africana de Naciones 2000                       |
| 8   | 1-7-2001  | Stade El Menzah, Tunis          | Congo                           | 1–0      | 6–0         | Clasificación para la Copa Mundial de Fútbol de 2002 |
| 9   | 15-7-2001 | Stade des Martyrs, Kinshasa     | República Democrática del Congo | 1–0      | 3–0         | Clasificación para la Copa Mundial de Fútbol de 2002 |
| 10  | 11-2-2004 | Stade Olympique de Radès, Tunis | Nigeria                         | 1–1      | 1–1 (5–3 p) | Copa Africana de Naciones 2004                       |

## Logros

### Club
- CLP-1: 1998, 1999, 2000, 2003, 2004, 2006
- Tunisian President Cup: 1997, 1999
- Recopa Africana: 1998
- Copa CAF: 1997
- Copa del Príncipe de la Corona Saudí: 2002, 2007
- Liga de Campeones Árabe: 2003
- Copa Federación de Arabia Saudita: 2007

### Selección nacional
- Copa Africana de Naciones: 2004[3]

### Individual
- Equipo Ideal de la Copa Africana de Naciones en 2000 y 2004.